# Morawitzia panurgoides
Morawitzia panurgoides är en biart som beskrevs av Heinrich Friese 1902. Morawitzia panurgoides ingår i släktet Morawitzia och familjen vägbin. Inga underarter finns listade i Catalogue of Life.